# Seidai Miyasaka
| 7097 Yatsuka       | 8 ottobre 1993  |
| 7837 Mutsumi       | 11 ottobre 1993 |
| 8099 Okudoiyoshimi | 8 ottobre 1993  |
| 58622 Setoguchi    | 2 novembre 1997 |

Seidai Miyasaka (in giapponese: 宮坂 正大, Miyasaka Seidai?) (1955) è un astronomo giapponese.
Il Minor Planet Center gli accredita la scoperta di quattro asteroidi, effettuate tra il 1993 e il 1997, tutte in collaborazione con Hiroshi Abe. 
Gli è stato dedicato l'asteroide 3555 Miyasaka. .